# Ерёмин, Аркадий Васильевич
Аркадий Васильевич Ерёмин (1925—1988) — советский учёный в области авиационной и космической медицины, участник набора кандидатов для полёта на первом пилотируемом космическом корабле «Восход», кандидат медицинских наук, полковник медицинской службы. Дважды лауреат Государственной премии СССР (1972 и 1978).

## Биография
Родился 7 октября 1925 года в деревне Курки Ивановской области.
С 1947 по 1954 год обучался в Саратовском медицинском институте. С 1954 по 1955 год в адъюнктуре Военно-медицинской академии имени С. М. Кирова. 
С 1955 по 1969 год на научно-исследовательской работе в ГНИИИ авиационной и космической медицины  в  должностях: младший научный сотрудник, старший научный сотрудник, заместитель начальника и начальник отдела. В 1964 году в качестве врача принимал участие в наборе кандидатов для полёта на первом пилотируемом космическом корабле «Восход».
С 1969 по 1980 год на научно-исследовательской работе в Центре подготовки космонавтов в должностях начальника отдела, начальника медицинского управления и заместитель начальника ЦПК по медико-биологической подготовке. А. В. Ерёмин занимался осуществлением руководства психофизиологической подготовкой космонавтов и разрабатывал критерии оценки их функциональной готовности. А. В. Ерёмин был инициатором внедрения комплекса средств и методов профилактики неблагоприятного воздействии невесомости на организм человека, обеспечивающих возможность осуществления длительных пилотируемых космических полетов.
С 1980 по 1988 год на научной работе в Институте медико-биологических проблем АН СССР в должностях: заведующего  отделом и старшего научного сотрудника. Являлся автором более 120 научных трудов, в том числе около десяти патентов на изобретения.
В 1972 и в 1978 году Постановлением ЦК КПСС и СМ СССР «за цикл работ по медицинскому обоснованию и внедрению комплекса методов и средств профилактики неблагоприятного влияния невесомости на организм человека, обеспечивших возможность осуществления длительных пилотируемых полётов» И. Д. Пестову была присуждена Государственная премия СССР  в области науки и техники.
Скончался 11 октября 1988 года в Москве и похоронен на Митинском кладбище.

## Награды
- Орден Красной Звезды
- Орден «За службу Родине в Вооружённых Силах СССР»
- Медаль За боевые заслуги
- Дважды лауреат Государственной премии СССР (1972 и 1978)